# Brandon Loupos
Brandon Loupos (Sídney, 27 de marzo de 1993) es un deportista australiano que compite en ciclismo, en la modalidad de BMX estilo libre.
Ganó dos medallas en el Campeonato Mundial de Ciclismo Urbano, oro en 2019 y bronce en 2018, ambas en la prueba de parque. Adicionalmente, consiguió cuatro medallas en los X Games.

## Palmarés internacional
| Campeonato Mundial | Campeonato Mundial | Campeonato Mundial | Campeonato Mundial |
| Año                | Lugar              | Medalla            | Competición        |
| ------------------ | ------------------ | ------------------ | ------------------ |
| 2018               | Chengdu (China)    | Medalla de bronce  | Parque             |
| 2019               | Chengdu (China)    | Medalla de oro     | Parque             |

| X Games de Verano | X Games de Verano               | X Games de Verano | X Games de Verano  |
| Año               | Lugar                           | Medalla           | Prueba             |
| ----------------- | ------------------------------- | ----------------- | ------------------ |
| 2018              | Mineápolis (Estados Unidos)     | Medalla de oro    | Dirt               |
| 2019              | Mineápolis (Estados Unidos)     | Medalla de plata  | Dirt               |
| 2024              | California (Estados Unidos)     | Medalla de plata  | Dirt               |
| 2025              | Salt Lake City (Estados Unidos) | Medalla de bronce | Dirt – Mejor truco |